# Robin Coombs
Robert Royston Amos („Robin”) Coombs (ur. 9 stycznia 1921 w Londynie, zm. 25 stycznia 2006 w Cambridge) – angielski lekarz i immunolog, współodkrywca testu Coombsa w 1945 roku używanego do wykrywania przeciwciał, m.in. w konflikcie serologicznym.

## Życiorys
Robert Coombs ukończył studia weterynaryjne na Uniwersytecie w Edynburgu. W 1943 roku przeniósł się do Cambridge, gdzie podjął pracę w King’s College. 
W roku 1945 opracował test do wykrywania przeciwciał, który został nazwany jego imieniem. Test ten stosuje się rutynowo do dzisiaj do badania krwi przed wykonaniem transfuzji. 
W roku 1947 Coombs uzyskał stopień doktora na uniwersytecie w Cambridge. Później uzyskał stopień profesora i prowadził prace badawcze na wydziale patologii uniwersytetu w Cambridge. Został pozycję Fellow w Corpus Christi College, gdzie powołał do życia wydział immunologii. W roku 1966 został powołany na stanowisko czwartego Quick Profesora Katedry Biologii. Na Uniwersytecie w Cambridge przebywał do 1988 roku.

## Literatura
- P. G. H. Gell und R. R. A. Coombs: Clinical Aspects of Immunology. Blackwell, London 1963.
- Robin R.A. Coombs, Historical note: past, present and future of the antiglobulin test, „Vox Sanguinis”, 74 (2), 1998, s. 67–73, DOI: 10.1046/j.1423-0410.1998.7420067.x, PMID: 9501403.
- R. R. A. Coombs, W. E. Parish und A. F. Walls: Sudden Infant Death Syndrome. Could a healthy infant succumb to inhalation-anaphylaxis during sleep leading to cot death?. Cambridge Publications Ltd., 2000, ISBN 0-9540081-0-3